# Distrito de Nuevo Occoro
El Distrito peruano de Nuevo Occoro es uno de los diecinueve distritos de la Provincia de Huancavelica, ubicada en el Departamento de Huancavelica, bajo la administración del Gobierno Regional de Huancavelica, en la zona de los andes centrales del Perú.  Limita por el norte con el Distrito de Laria; por el oeste con los distritos de Manta y Acobambilla; por el este con el Distrito de Huando; y, por el sur con los distritos de Palca y Ascensión.
Desde el punto de vista jerárquico de la Iglesia católica, forma parte de la Diócesis de Huancavelica.

## Historia
Nuevo Occoro es un distrito de la ciudad de Huancavelica que fue fundada el 4 de agosto de 1570 por el virrey Francisco de Toledo, recibió el nombre de Villarrica de Oropesa. Nuevo Occoro, antiguamente pertenecía al distrito de Conayca al igual que Laria y otros centros poblados vecinos. La comunidad madre de Occoro Viejo, era anexo del distrito de Conayca.
El distrito fue creado mediante Ley n.º 12312 del 10 de mayo de 1955, en el gobierno del Presidente Manuel A. Odría.

## Capital
Nuevo Occoro es una localidad peruana, en la Provincia de Huancavelica, situada a 3 825 m de altitud, en la falda norte del cerro Huamanrazo (5 278 m). Los ríos Pachachaca y Occoro recorren el término municipal antes de unirse al Mantaro. Coordenadas Longitud oeste: 75°2′12″(O) Latitud sur: 12° 35' 27(S). Ubigeo: 090113.

### Anexos
Río de la Virgen, Tambopata, Buenos Aires, Tansiri, Orccobamba y Occoro Viejo.

## Economía
La ganadería es la actividad que permite a los pobladores cubrir los gastos de la familia. esta actividad se realiza de manera tradicional. Las especies de cría más importantes son los ovinos, alpacas, vacunos, cuyes, aves y conejos; asimismo se practica la crianza mixta de animales mayores y menores

## Autoridades

### Municipales
- 2011 - 2014[2]
  - Alcalde: Ing.Raul Sinche Muñoz, 2019-2022
  - Alcalde: Alberto Gonzales Ortega, Movimiento Independiente De Campesinos y Profesionales 2017-2018.
  - Alcalde: Roberto Ccente Antonio, Movimiento Independiente De Campesinos y Profesionales 2015-2018.
  - Alcalde: Severo Jaime Ordóñez Alanya, Movimiento independiente Trabajando Para Todos (TPT).
  - Regidores: Lucio Narciso Mollehuara Pallarco (TPT),  Hermógenes García Torres (TPT), Vilma Norma Pallarco Rojas (TPT), Aldo Américo Huanca Mercado (TPT), Alejandro Ruiz Calderón (Ayni).[3]
- 2007 - 2010
  - Alcalde: Alfredo Pariona Sinche, Proyecto Integracionista de Comunidades Organizadas.

### Policiales
- Comisario:  PNP.

### Religiosas
- Diócesis de Huancavelica[4]
  - Obispo de Huancavelica: Monseñor Isidro Barrio Barrio.[5]
- Parroquia
  - Párroco: Pbro.  .

## Festividades
- 16 de julio: Virgen del Carmen
- 30 de agosto: Santa Rosa de Lima